# Cloruro di rutenio(II)
Il cloruro di rutenio(II) o dicloruro di rutenio è il composto binario con formula RuCl2, dove il rutenio è nello stato di ossidazione +2. Altri cloruri binari di rutenio noti sono RuCl3 e RuCl4. RuCl2 è un solido di colore bruno, poco caratterizzato.
RuCl2 è stato sintetizzato riscaldando dolcemente rutenio polverizzato in presenza di un flusso di cloro e monossido di carbonio. Si ottiene una polvere marrone totalmente insolubile in acqua e negli usuali solventi, ma solubile in alcool diluito con formazione di una colorazione blu. Se il riscaldamento è eccessivo RuCl2 si decompone e si riottiene rutenio metallico.